# ألجيرنون لي
ألجيرنون لي هو سياسي أمريكي، ولد في 1873 في دوبوك في الولايات المتحدة، وتوفي في 1954 في أميتيفيل في الولايات المتحدة. نشط حزبياً في Socialist Labor Party of America ‏ والحزب الاشتراكي الأمريكي.